# Лаймтаун (телесериал, 2019)
«Лаймтаун» (англ. Limetown) — сериал от Facebook Watch c элементами триллера и детектива. Премьера состоялась 16 октября 2019 года.
16 января 2020 года Facebook Watch закрыл телесериал после одного сезона

## Сюжет
Журналистка Лиа Хэддок пытается выяснить, что случилось с тремя сотнями людей, бесследно пропавшими из небольшого закрытого исследовательского сообщества Лаймтаун в глуши штата Теннесси, 15 лет назад. В числе пропавших дядя журналистки Эмиль, который обладал паранормальными способностями. Постепенно журналистке удаётся найти одного за другим выживших после этого инцидента.

## Актёры и персонажи

### Основной состав
| Джессика Бил   | Лиа Хэддок     | 10 |
| Стэнли Туччи   | Эмиль Хэддок   | 7  |
| Шерри Сом      | Джина Пурри    | 8  |
| Омар Эльба     | Марк Грин      | 7  |
| Всего эпизодов | Всего эпизодов | 10 |

### Второстепенный состав
| Алессандро Юлиани | доктор Оскар Тотем            | 6  |
| Луис Феррейра     | доктор Макс Финлейсон         | 4  |
| Вера Фредериксон  | молодая Лия                   | 4  |
| Киддер Джанет     | Ленор Дугал                   | 4  |
| Кэндис Макклюр    | Девушка Лии                   | 4  |
| Рекха Шарма       | Специальный агент ФБР Сиддики | 4  |
| Келли Дженретт    | Синди Уолтер (Вайнона)        | 4  |
| Келли Метцгер     | Мерил                         | 3  |
| Марли Мэтлин      | Дейрдре Уэллс                 | 3  |
| Жанна О’Дауд      | Спенсер                       | 3  |
| Дэниел Бэкон      | Карл Вальтер                  | 3  |
| Шерил Ли          | Элисон Хэддок                 | 2  |
| Хиро Канагава     | Рейно Брэм Виллар             | 2  |
| Джон Бизли        | преподобный Уоррен Чемберс    | 2  |
| Всего эпизодов    | Всего эпизодов                | 10 |

## Обзор сезонов
| Сезон | Сезон | Эпизоды | Дата показа     | Дата показа    |
| Сезон | Сезон | Эпизоды | Премьера        | Финал          |
| ----- | ----- | ------- | --------------- | -------------- |
|       | 1     | 10      | 16 октября 2019 | 13 ноября 2019 |

## Список эпизодов

### Сезон 1 (2019)
| № общий | № в сезоне | Название                  | Режиссёр      | Автор сценария                  | Дата премьеры   |
| ------- | ---------- | ------------------------- | ------------- | ------------------------------- | --------------- |
| 1       | 1          | «I Have Heard the Future» | Ребекка Томас | Зак Акерс                       | 16 октября 2019 |
| 2       | 2          | «Redacted»                | Ребекка Томас | Ангел Варак-Иглар               | 16 октября 2019 |
| 3       | 3          | «Rake»                    | Ребекка Томас | Келли Уайлс                     | 23 октября 2019 |
| 4       | 4          | «Napoleon»                | Ребекка Томас | Зак Акерс                       | 23 октября 2019 |
| 5       | 5          | «Signals»                 | Ребекка Томас | Эмми Гринвис                    | 30 октября 2019 |
| 6       | 6          | «A Simple Life»           | Ребекка Томас | Брайан Ох                       | 30 октября 2019 |
| 7       | 7          | «Acceptable Loss»         | Ребекка Томас | Келли Уайлс & Ангел Варак-Иглар | 6 ноября 2019   |
| 8       | 8          | «Scarecrow»               | Ребекка Томас | Крис Литтлер & Дэн Мойер        | 6 ноября 2019   |
| 9       | 9          | «Apples and Oranges»      | Ребекка Томас | Брайан Ох & Эмми Гринвис        | 13 ноября 2019  |
| 10      | 10         | «Answers»                 | Ребекка Томас | Зак Акерс                       | 13 ноября 2019  |